# Grotte de la Roche (Louverné)
Cet article concerne la grotte de la Roche à Louverné. Pour les autres grottes du même nom, voir Grotte de la Roche.
La grotte de la Roche est une grotte ornée située à Louverné, en Mayenne, dans les Pays de la Loire. Elle est propriété de Laval Agglomération depuis 2010, et sous la gestion du Musée des sciences de Laval. La grotte a été occupée par l'homme au Paléolithique supérieur.

## Historique
La grotte de Louverné a été fouillée pour la première fois en 1872 par le préhistorien Jules Le Fizelier. Des fouilles plus approfondies ont été menées en 1873 par le géologue et conservateur du Muséum d’histoire naturelle de Laval, Daniel Œhlert, et le propriétaire de la grotte, Ernest Perrot.
Un sondage et des fouilles menées par Dominique Marguerie en 1982 n'ont pas permis de recueillir suffisamment de matériel pour l'attribuer à une industrie lithique précise (Bigot, 2001). 

## Description
La grotte possède une grande salle dont les fouilles ont montré qu'elle était occupée par les hommes de la Préhistoire. Des réseaux secondaires plus ou moins colmatés débouchent en paroi, constituant ainsi d'autres entrées, dont la plus haute est appelée "cheminée" (Gaudry, 1873).

## Vestiges
Les fouilles de 1872-1873 ont livré quelques restes fossiles de mammifères (plusieurs canines de renard roux, une molaire de rhinocéros laineux, des canines et des dents carnassières de hyène des cavernes, de nombreux bois de jeunes rennes ainsi que d’un individu adulte, des dents et des os de cheval sauvage, et des dents et os de grands mammifères du genre Bos), quatre dents humaines, des morceaux de charbon et de cendre, des outils de silex et un fragment de bois de renne scié pour en extraire une baguette.

## Aménagements
Les fouilles anciennes ont permis la découverte de restes humains, notamment quatre molaires et un humérus brisé, engagé dans une couche de cendreuse. Des pierres posées avec symétrie, formant une espèce de dallage, ainsi qu'un foyer situé à 12 m de l'entrée ont été mis au jour (Oehlert, 1882).

## Gravures pariétales
En 2010, le préhistorien Romain Pigeaud découvre des gravures pariétales préhistoriques.

## Conservation
Les vestiges fossiles et archéologiques découverts dans la grotte sont conservés au Musée des sciences de Laval.

## Galerie

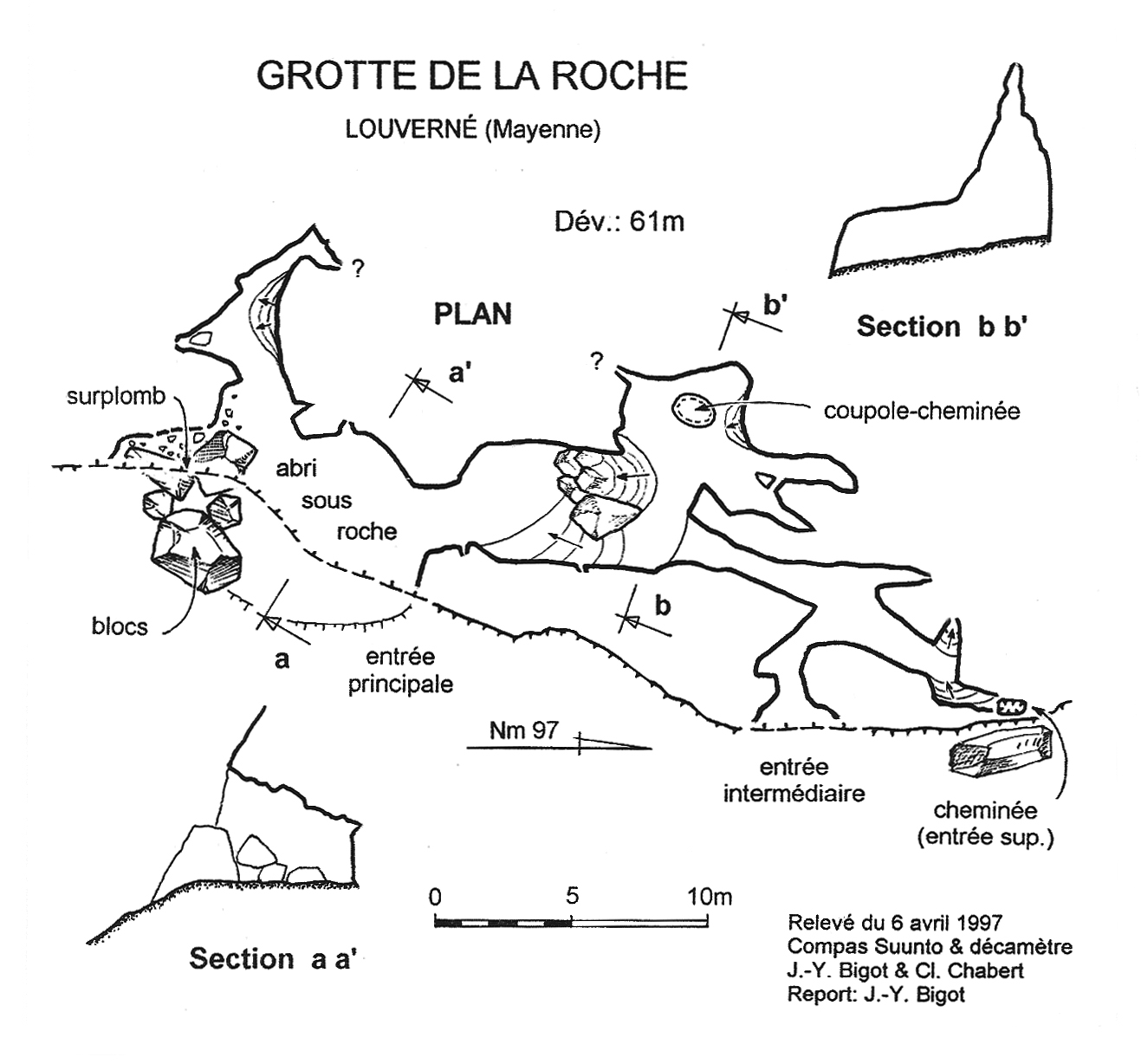
Plan de la grotte de la Roche relevé en 1997 par Claude Chabert et Jean-Yves Bigot.
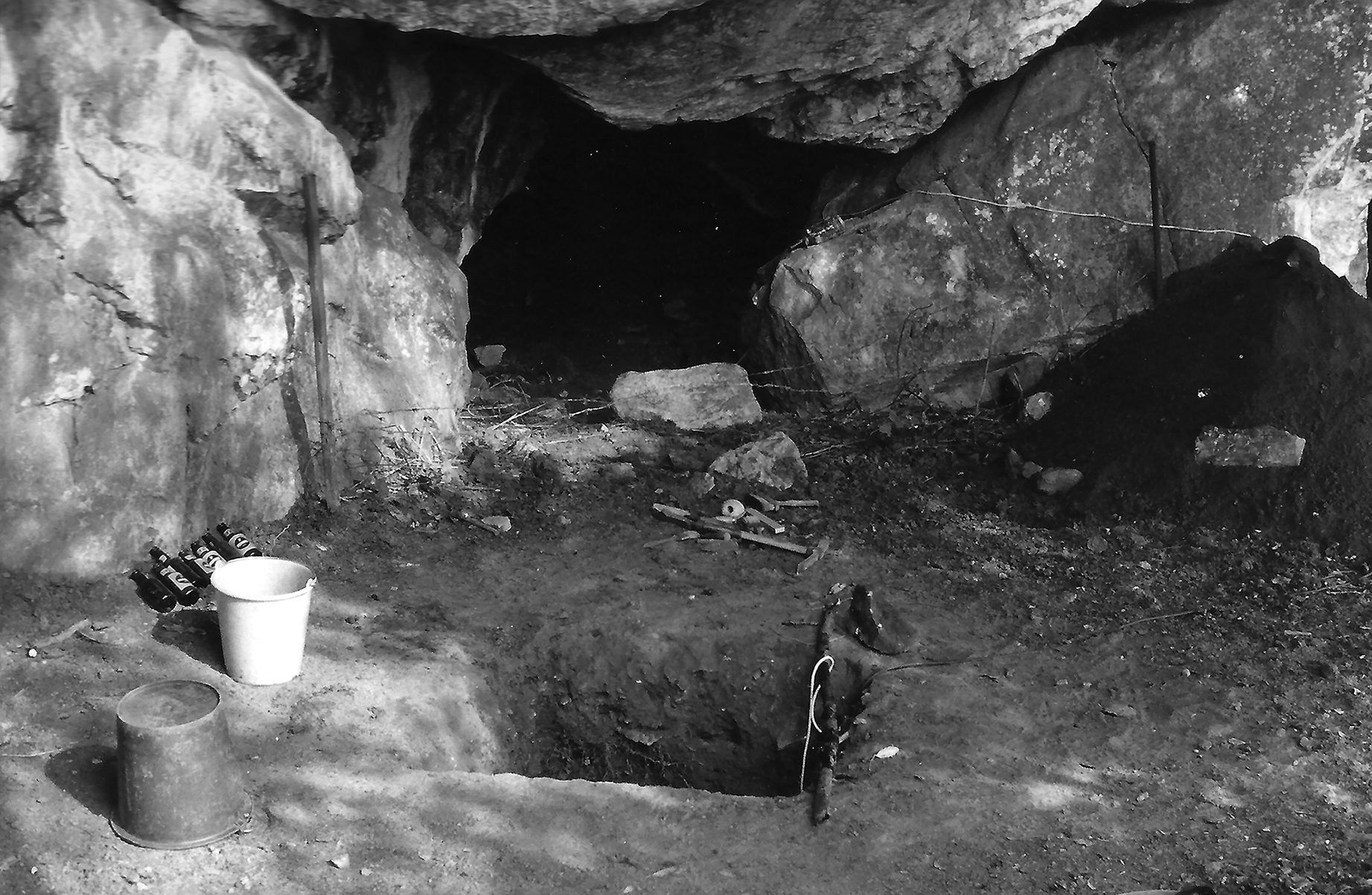
Sondage archéologique de 1982 pratiqué sous le porche de la grotte.